# Конфьян, Рафаэль
Рафаэль Конфьян (фр. Raphaël Confiant; род. 25 января 1951 год, Лоррен, Мартиника) — французский писатель

 с острова Мартиника.

## Биография
Рафаэль Конфьян родился 25 января 1951 года в Лоррене, Мартиника.
Среди предков писателя были афроамериканцы и выходцы из Китая, а несколько поколений занимались изготовлением рома. Отец и мать работали преподавателями.
Окончил Институт политических исследований (Экс-ан-Прованс) по специальностям «Международные отношения» и «Английская филология», после чего продолжил учёбу в Руанском университете, вскоре получил докторскую степень по лингвистике в Университете Антильских островов и Гвианы.
В 1970-е годы вместе с Жаном Бернабе и Патриком Шамуазо стал инициатором креольского движения. Дебютировал как поэт, пишущий на креольском языке. Участник демократического движения за суверенитет Мартиники. Наряду с литературным творчеством и трудами по лексикографии выступает как активный публицист.
В апреле 2013 года был назначен на должность декана факультета филологии и гуманитарных наук Университета Антильских островов и Гвианы.

## Произведения

### На креольском языке
- Jou Baré, стихотворения, 1977
- Jik dèyè do Bondyé, новеллы, 1979
- Bitako-a, роман, 1985
- Kòd Yanm, roman, 1986
- Marisosé, roman, 1987
- Dictionnaires des titim et sirandanes, 1998
- Jik dèyè do Bondyé, 1998
- Le Galion, 2000
- Словарь креольских неологизмов/ Dictionnaire des néologismes créoles, 2001
- Мартиникско-французский словарь/ Dictionnaire créole martiniquais-français, 2007
- Moun-Andéwò a, 2012

### На французском языке
- Негр и Адмирал/ Le Nègre et l’Amiral, роман, 1988
- Хвала креольскому духу/ Eloge de la créolité, эссе-манифест, 1989 (в соавторстве с Жаном Бернабе и Патриком Шамуазо)
- Вода для кофе/ Eau de café, роман 1991, премия Ноябрь
- Креольская словесность/ Lettres créoles: tracées antillaises et continentales de la littérature (1635—1975), эссе, 1991
- Ravines du devant-jour, récit, 1993, Prix Casa de las Americas
- Aimé Césaire, une traversée paradoxale du siècle, эссе, 1993
- Un voleur dans le village, récits, traduit de l’original anglais (Jamaïque) de James Berry, 1993
- L’Allée des Soupirs, roman, 1994
- Commandeur du sucre, récit, 1994
- Bassin des ouragans, récit, 1994
- Les Maîtres de la parole créole, contes, 1995
- Contes créoles, contes, 1995
- La Savane des pétrifications, récit, 1995
- Креольские сказки Америки/ Contes créoles des Amériques, contes, 1995
- Le Gouverneur des dés, récit, 1995
- La Vierge du Grand Retour, roman, 1996
- Le Meurtre du Samedi-Gloria, roman , 1997
- La baignoire de Joséphine, récit, 1997
- Mamzelle Libellule, roman, 1997
- L’Archet du colonel, roman, 1998
- Aventures sur la plante Knos, récit, traduit de l’original anglais (Jamaïque) d’Evan Jones, 1998
- Régisseur du rhum, récit, 1999
- La Dernière Java de Mama Josépha, récit, 1999
- Le Cahier de Romance, récit, 2000
- Le Galion, Canne, douleur séculaire, ô tendresse!, album, en collaboration avec David Damoison 2000
- Brin d’amour, roman, 2001
- Nuée ardente, récit, 2002
- Le Barbare enchanté, récit, 2003
- La Panse du chacal, roman 2004
- Adèle et la Pacotilleuse, roman 2005
- Тропическая трилогия/Trilogie tropicale, roman, 2006
- Nègre marron, roman, 2006
- Chronique d’un empoisonnement annoncé, (Collectif), 2007
- Chlordécone 12 mesures pour sortir de la crise, (Collectif), 2007
- Case à Chine, roman, 2007
- Les Ténèbres extérieures, roman, 2008
- Black is Black, roman, 2008
- Le Chien fou et le Fromager, roman, 2008
- L’Hôtel du Bon Plaisir, roman, 2009
- La Jarre d’or, roman, 2010
- L’Emerveillable Chute de Louis Augustin et autres nouvelles 2010
- Citoyens au-dessus de tout soupçon, детективный роман, 2010
- Du rififi chez les fils de la veuve, детективный роман, 2012
- Rue des Syriens, roman, 2012
- Les Saint-Aubert, L’en-allée du siècle 1900—1920, roman, 2012

## Признание
- Премия Ноябрь (1991)
- Премия Casa de Las Americas (Куба, 1993).
- Премия Shibusawa-Claudel (Япония).
- Премия континентальной и островной Америки (Гваделупа, 2004).
- Премия Агентства по развитию (Франция, 2010)
- Другие награды.